# دنیل پلاتزمن
دنیل پلاتزمن (انگلیسی: Daniel Platzman؛ زادهٔ ۲۸ سپتامبر ۱۹۸۶) یک موسیقی‌دان اهل ایالات متحده آمریکا است. وی از سال ۲۰۱۱ میلادی تاکنون مشغول فعالیت بوده و درحال حاضر درامر گروه آلترناتیو راک ایمجین دراگونز است